# Kanton Montluçon-Ouest
Kanton Montluçon-Ouest (fr. Canton de Montluçon-Ouest) je francouzský kanton v departementu Allier v regionu Auvergne. Tvoří ho čtyři obce.

## Obce kantonu
- Lamaids
- Montluçon (západní část)
- Prémilhat
- Quinssaines